# Échec à Borgia
Pour plus de détails, voir Fiche technique et Distribution.
Échec à Borgia (titre original : Prince of Foxes) est un film réalisé par Henry King en 1949, sur un scénario de Milton Krims.

## Synopsis
Orsini, un aventurier, est chargé par Cesar Borgia de séduire l'épouse du comte Verano. Il veut en effet s'emparer de Città del Monte. Mais Orsini se range du côté du Comte.
En août 1500, Andrea Zeppo, devenu le capitaine Orsini, est chargé par Cesar Borgia de persuader le comte d'Este d'épouser sa sœur, Lucrèce Borgia qui vient de perdre son mari. Après le succès de cette mission, Orsini, accompagné de Mario Belli qui devait d'abord le tuer, devient ambassadeur à Città del Monte chez le vieux comte Verano.

## Fiche technique
- Titre original : Prince of Foxes
- Titre français : Échec à Borgia
- Réalisation : Henry King, assisté de Robert D. Webb
- Scénario : Milton Krims d'après le roman de Samuel Shellabarger (1947).
- Direction artistique : Mark-Lee Kirk, Lyle R. Wheeler
- Décors : Elso Valentini
- Costumes : Vittorio Nino Novarese
- Photographie : Leon Shamroy
- Montage : Barbara McLean
- Musique : Alfred Newman
- Maître d'armes : Enzo Musumeci Greco
- Production : Sol C. Siegel
- Société(s) de production : Twentieth Century Fox
- Pays d’origine :  États-Unis
- Langue originale : anglais
- Format : noir et blanc — 35 mm — 1.37,1 — son Mono
- Genre : aventure, historique
- Durée : 107 minutes
- Dates de sortie :
  - France : 11 novembre 1949
  - États-Unis : 23 décembre 1949
- Affiche : Boris Grinsson (France)

## Distribution
- Orson Welles  (V.F : Marc Valbel)  : Cesar Borgia
- Tyrone Power (V.F : Roger Rudel)  : Orsini
- Wanda Hendrix : Camilla Verano
- Marina Berti : Angela Borgia
- Katína Paxinoú : Mona Zoppo
- Everett Sloane : Mario Belli
- Felix Aylmer : Comte Marc Antonio Verano

Acteurs non crédités :
- Leslie Bradley : Don Esteban
- Eugene Deckers : homme de main de Borgia
- Antonella Lualdi

## Autour du film
Le film est tourné en décors naturels. Pour l'occasion, le producteur, Sol C. Siegel, avait "loué" toute la République de Saint-Marin.

## Distinctions

### Nominations
- 1950 Oscar de la meilleure création de costumes (noir et blanc) pour Vittorio Nino Novarese[2].
- 1950 Oscar de la meilleure photographie (noir et blanc) pour Leon Shamroy.